# Primskovo
Primskovo (nemško Primskau) so razpotegnjeno naselje v Občini Šmartno pri Litiji. Ležijo na Dolenjskem in so del Osrednjeslovenske statistične regije. Skupaj z zaselkom Menguš leži na južnem pobočju Primskove gore v dolini Mišjega potoka. Kraj se je kot Prinskau prvič omenjal leta 1258.
Čez Primskovo vodi stara cesta, za katero menijo, da je speljana še po rimskih kamnih. Primskovo kot območje sestavljajo naslednja naselja: Dolnji Vrh, Gornji Vrh, Primskova gora, Ježce, Kamni Vrh pri Primskovem, Mihelca, Mišji Dol, Poljane pri Primskovem, Sevno, Stara Gora pri Velikem Gabru in Zagrič.  
Primskovo je znano tudi po župniku Juriju Humarju, "Primskovškem gospodu", ki je na gori služboval zadnjih 14 let pred svojo smrtjo leta 1790. Znan je po ukvarjanju z alternativnimi načini zdravljenja in še danes slovi kot fenomen med slovenskimi zdravilci in jasnovidci.